# Manuel Arribas Maroto
Manuel Arribas (Ávila, 13 de diciembre de 1986) es un político español. Diputado en las Cortes Generales en la XIV y XV legislatura. Secretario de Acción Electoral del PSOE de Castilla y León, miembro de la ejecutiva provincial de Ávila.

## Carrera política
Manuel Arribas Maroto ha sido el único candidato del Partido Socialista que ha logrado ganar las elecciones municipales en el municipio de Sanchidrián, un logro histórico en este pueblo de 740 habitantes ubicado en la provincia de Ávila. En las elecciones, la candidatura socialista consiguió cuatro concejales y el respaldo del 54,26 % de los votantes, consolidándose como la opción mayoritaria del municipio.

## Cargos en el Congreso de los Diputados en la XV legislatura
- Vocal Suplente de la Diputación Permanente desde el 21/11/2023
- Vocal de la Comisión de Defensa desde el 04/12/2023
- Portavoz adjunto de la Comisión de Interior desde el 05/12/2023
- Portavoz de la Comisión sobre Seguridad Vial desde el 05/12/2023
- Portavoz de la Comisión de Investigación sobre la denominada "Operación Cataluña" y las actuaciones del Ministerio del Interior durante los gobiernos del Partido Popular en relación con las presuntas irregularidades que vinculan a altos cargos y mandos policiales con la existencia de una trama parapolicial desde el 31/10/2024
- Vocal de la Comisión de Investigación sobre el derecho a saber la verdad y las implicaciones derivadas de los atentados de Barcelona y Cambrils del 17 de agosto de 2017 desde el 31/10/2024
- Adscrito de la Comisión Mixta de Seguridad Nacional desde el 29/10/2024

## Cargos en el congreso de los diputados en la XV legislatura
- Vocal Comisión de Defensa desde 27/02/2020 a 30/05/2023
- Vocal Comisión de Interior desde 05/10/2021 a 30/05/2023
- Adscrito Comisión de Interior desde 16/02/2021 a 05/10/2021
- Portavoz adjunto Comisión de Transportes, Movilidad y Agenda Urbana desde 25/02/2020 a 30/05/2023
- Adscrito Comisión de Sanidad y Consumo desde 16/02/2021 a 30/05/2023
- Vocal Comisión sobre Seguridad Vial desde 27/02/2020 a 08/03/2022
- Portavoz Comisión sobre Seguridad Vial desde 08/03/2022 a 30/05/2023
- Ponente Ponencia de la Proposición de Ley Orgánica de modificación del Código Penal en materia de imprudencia en la conducción de vehículos a motor o ciclomotor (122/154) desde 19/05/2022 a 19/05/2022
- Ponente Ponencia del Proyecto de Ley por la que se modifica la Ley 16/1987, de 30 de julio, de Ordenación de los Transportes Terrestres, en materia de infracciones para luchar contra la morosidad en el ámbito del transporte de mercancías por carretera (121/47) desde 19/05/2021 a 03/06/2021
- Ponente Ponencia del Proyecto de Ley sobre precursores de explosivos (121/94) desde 13/09/2022 a 13/09/2022

## Acciones destacables de su gestión municipal.
- Nuevas Generaciones se unen a la Fiesta de Santa Águeda La Fiesta de Santa Águeda en Sanchidrián ha contado con una amplia participación de las nuevas generaciones, consolidando la tradición y el relevo generacional en las festividades locales. Este evento promueve la unión de los vecinos y el respeto por las costumbres del municipio. https://avilared.com/art/81765/nuevas-generaciones-se-unen-a-la-fiesta-de-santa-agueda-en-sanchidrian

- Fruta gratis en el recreo: apoyando al comercio local El Ayuntamiento de Sanchidrián ha impulsado una iniciativa que ofrece fruta gratuita en los recreos de los centros escolares, promoviendo hábitos de vida saludable entre los niños mientras se apoya al comercio local, fomentando así una economía circular. https://avilared.com/art/81395/fruta-gratis-en-el-recreo-apoyando-al-comercio-local

- Récord de raciones en el Roscón tradicional de Sanchidrián La celebración del Roscón de Reyes en Sanchidrián marcó un nuevo récord con cientos de raciones repartidas entre los vecinos, consolidándose como un evento emblemático para las familias del municipio durante las fiestas navideñas. https://avilared.com/art/81274/record-de-raciones-en-el-roscon-tradicional-de-sanchidrian

- Juguetes solidarios de Sanchidrián llegan a Benetússer La solidaridad de Sanchidrián se extendió hasta Benetússer, donde una colecta de juguetes organizada desde el municipio llevó alegría a decenas de niños afectados por la DANA. Esta acción demuestra el compromiso social de la comunidad ranera. https://avilared.com/art/81144/juguetes-solidarios-de-sanchidrian-llegan-a-benetusser

- Solidaridad y risas: Sanchidrián se une por los escolares de Benetússer El municipio organizó eventos solidarios para recaudar fondos en favor de los escolares de Benetússer afectados por la DANA, mostrando cómo la unión de los vecinos puede marcar la diferencia. https://avilared.com/art/80730/solidaridad-y-risas-sanchidrian-se-une-para-ayudar-a-los-escolares-de-benetusser-afectados-por-la-dana https://avilared.com/art/80730/solidaridad-y-risas-sanchidrian-se-une-para-ayudar-a-los-escolares-de-benetusser-afectados-por-la-dana

- Homenaje a los seis alcaldes de la democracia en Sanchidrián En un emotivo acto, Sanchidrián rindió homenaje a los seis alcaldes que han liderado el municipio durante la democracia, reconociendo su labor y compromiso con la comunidad a lo largo de los años. https://www.diariodeavila.es/noticia/z499e6057-cbbc-84a1-b37d7aaec517e21f/202405/sanchidrian-homenajea-a-su-seis-alcaldes-de-la-democracia

- Sanchidrián ya cuenta con gimnasio municipal El nuevo gimnasio municipal de Sanchidrián es una realidad. Esta infraestructura deportiva, impulsada por el Ayuntamiento, fomenta la práctica de ejercicio físico y el bienestar de los vecinos, ofreciendo un espacio moderno y accesible. https://www.diariodeavila.es/noticia/z312e325e-0f55-4dc0-811d2d311f10af8d/202403/sanchidrian-ya-cuenta-con-gimnasio-municipal

- La ministra de Defensa acude a las fiestas de Sanchidrián En un gesto de cercanía, la ministra de Defensa asistió a las fiestas locales de Sanchidrián, reforzando la importancia de los lazos institucionales y la proyección del municipio a nivel nacional. https://www.diariodeavila.es/noticia/z7cc31a6c-d3e2-1af8-ea1edff7130171cf/202405/la-ministra-de-defensa-acude-a-las-fiestas-de-sanchidrian

- Reforestación comunitaria tras incendio estival En septiembre de 2024, más de 200 vecinos de Sanchidrián, de edades comprendidas entre 2 y más de 80 años, participaron en una jornada de voluntariado para reforestar una zona de matorral de 1,6 hectáreas que había sido calcinada durante el verano. Esta iniciativa reflejó el compromiso de la comunidad con la recuperación medioambiental de su entorno. https://avilared.com/art/79070/mas-de-200-vecinos-de-sanchidrian-reforestan-una-zona-incendiada-en-verano

## Caso mediador
Ha sido acusado de corrupción en el caso Mediador, involucrado en las fiestas de prostitutas y cocaína pagadas con dinero proveniente de mordidas. Arribas ha admitido haber acudido a una de las cenas de Tito Berni, aunque ha negado cualquier implicación en negocios de la trama.
El diputado socialista por Ávila, Manuel Arribas, reconoció públicamente haber asistido a una cena en la que también estuvo presente Juan Bernardo Fuentes Curbelo, conocido como 'Tito Berni', pero aclaró que se trató de un encuentro social sin "ninguna circunstancia especial". Según explicó, su presencia en dicha cena fue casual y se enmarcó dentro de los eventos habituales que realiza en su actividad parlamentaria, subrayando que no tuvo ninguna relación con los hechos que se investigan en torno a Fuentes Curbelo.
Es importante destacar que, tras las publicaciones realizadas el 2 de marzo de 2023 en torno a este tema, Manuel Arribas no fue investigado ni citado a declarar por ninguna autoridad judicial ni policial. Además, en defensa de su honor y ante la difusión de bulos y mensajes que atentaban contra su reputación, emprendió acciones legales contra aquellos que propagaron información falsa o difamatoria. En 2024, la Policía afirmó que no podía identificar a los diputados que participaron en dicha cena.